# Vust Sogn
Vust Sogn er et sogn i Jammerbugt Provsti (Aalborg Stift).
Vust Sogn har i perioder været anneks til Klim-Vester Torup pastorat. Alle 3 sogne hørte til Vester Han Herred i Thisted Amt. Vust sognekommune blev ved kommunalreformen i 1970 indlemmet i Fjerritslev Kommune, som ved strukturreformen i 2007 indgik i Jammerbugt Kommune.
I Vust Sogn ligger Vust Kirke.
I sognet findes følgende autoriserede stednavne:
- Barkær (bebyggelse)
- Brødløse (bebyggelse)
- Ellidsbøl (bebyggelse)
- Lund Fjord (vandareal)
- Stenbjerg Sande (areal)
- Sylt (bebyggelse)
- Torup Plantage (areal)
- Valbjerg Sande (areal)
- Vust (bebyggelse, ejerlav)
- Vust Holme (bebyggelse)
- Vust Kær (bebyggelse)
- Vust Rimme (bebyggelse)